# Maria Garland
Johanne Maria Nathalia Garland, född 16 maj 1889 i Köpenhamn, död 26 oktober 1967 i Flensburg, var en dansk skådespelare. Bara under 1930- och 40-talet medverkade Garland i omkring 50 filmer, däribland i Nøddebo Præstegård (1934), Ditte människobarn (1946), Soldaten och Jenny (1947), Familien Swedenhielm (1947) och Mens porten var lukket (1948). 
År 1963 mottog Maria Garland Dannebrogorden. Hon avled under en turné i Flensburg 1967.

## Filmografi i urval
- 1924 – Professor Petterssons plågoandar
- 1929 – Dråpliga deckares dunderkupp
- 1934 – Nøddebo Præstegård
- 1934 – København, Kalundborg og - ?
- 1934 – På väg till paradiset
- 1937 – Mille, Marie og mig
- 1940 – Familien Olsen
- 1942 – Frk. Vildkat
- 1943 – Ebberöds bank
- 1943 – Hans onsdagsveninde
- 1946 – Ditte människobarn
- 1947 – Soldaten och Jenny
- 1947 – Familien Swedenhielm
- 1947 – Mani
- 1948 – Mens porten var lukket
- 1951 – Dorte
- 1958 – Mor skal giftes
- 1960 – Spöket fixar allt
- 1961 – Lilla grevinnan
- 1963 – Hvis lille pige er du?

## Utmärkelser
- Riddare av Dannebrogorden,  1952[1]
- Riddare av första klass av Dannebrogorden,  1963[1]
- Tagea Brandts rejselegat for kvinder,  1963[1]

[Redigera Wikidata]